# Liste de jocuri video
Aceasta este o listă a jocurilor video ce pot fi găsite pe Wikipedia.

## După nume
- Jocuri video ce încep cu litera A-C
- Jocuri video ce încep cu litera D-H
- Jocuri video ce încep cu litera I-O
- Jocuri video ce încep cu litera P-S
- Jocuri video ce încep cu litera T-Z

## După gen

### Jocuri video de rol
- Listă cronologică de jocuri video de rol
- Listă de jocuri video de rol

## După platformă
Arcade
- Lista jocurilor video arcade

Apple II
- Lista jocurilor video pentru Apple II
- Lista jocurilor video pentru Apple IIGS

Atari
- Lista jocurilor video pentru Atari 2600
- Lista jocurilor video pentru Atari 5200
- Lista jocurilor video pentru Atari 7800
- Lista jocurilor video pentru Atari Jaguar
- Lista jocurilor video pentru Atari Lynx
- Lista jocurilor video pentru Atari ST
- Lista jocurilor video pentru Atari XEGS

Acorn
- Lista jocurilor video pentru Acorn Electron

Bandai handheld
- Lista jocurilor video pentru WonderSwan
- Lista jocurilor video pentru WonderSwan Color

Commodore
- Lista jocurilor video pentru Commodore VIC-20
- Lista jocurilor video pentru Commodore 64
- Lista jocurilor video pentru Amiga

Microsoft
- Lista jocurilor video pentru Xbox
- Lista jocurilor video pentru Xbox 360
- Lista jocurilor video pentru Xbox System Link
- Lista jocurilor video pentru Xbox 360 System Link

NEC
- Lista jocurilor video pentru TurboGrafx-16

Console Nintendo
- Lista jocurilor video pentru Nintendo Entertainment System
- Lista jocurilor video pentru SNES
- Lista jocurilor video pentru Nintendo 64
- Lista jocurilor pentru Nintendo Switch
- Lista jocurilor video pentru GameCube
- Lista jocurilor video pentru Wii
- Lista jocurilor video pentru Virtual Console

Console portabile Nintendo
- Lista jocurilor video pentru Game & Watch
- Lista jocurilor video pentru Game Boy
- Lista jocurilor video pentru Virtual Boy
- Lista jocurilor video pentru Game Boy Color
- Lista jocurilor video pentru Game Boy Advance
- Lista jocurilor video pentru Nintendo DS

PC
- Lista jocurilor video pentru Macintosh
- Lista jocurilor video pentru MS-DOS
- Lista jocurilor video pentru Windows

Sega
- Lista jocurilor video pentru Master System
- Lista jocurilor video pentru Mega Drive/Genesis
- Lista jocurilor video pentru Game Gear
- Lista jocurilor video pentru Sega CD
- Lista jocurilor video pentru Sega 32X
- Lista jocurilor video pentru Sega Saturn
- Lista jocurilor video pentru Dreamcast

Sony
- Lista jocurilor video pentru PlayStation 1
- Lista jocurilor video pentru PlayStation 2
- Lista jocurilor video pentru PlayStation Portable
- Lista jocurilor video pentru PlayStation 3
- Lista jocurilor video pentru PlayStation Network
- Lista jocurilor video pentru Sony Pictures Mobile

Tandy
- Lista jocurilor video pentru TRS-80

Alte platforme
- Lista jocurilor video pentru 3DO
- Lista jocurilor video pentru CD-i
- Lista jocurilor video pentru ColecoVision
- Lista jocurilor video pentru Intellivision
- Lista jocurilor video pentru Famicom
- Lista jocurilor video pentru Gizmondo
- Lista jocurilor video pentru HP3000
- Lista jocurilor video pentru N-Gage
- Lista jocurilor video pentru Neo-Geo Pocket Color
- Lista jocurilor video pentru PC-FX
- Lista jocurilor video pentru ZX Spectrum

## După editură
- Lista jocurilor video produse de Blizzard Entertainment
- Lista jocurilor video produse de Capcom
- Lista jocurilor video publicate de Konami
- Lista jocurilor video publicate de Interplay
- Lista jocurilor video publicate de Microïds
- Lista jocurilor video publicate de Namco
- Lista jocurilor video publicate de LucasArts
- Lista jocurilor video publicate de Nintendo
- Lista jocurilor video publicate de Sierra Entertainment
- Lista jocurilor video publicate de SNK
- Lista jocurilor video publicate de Square Enix

## După personaje sau francize
- Lista jocurilor video Animal Crossing
- Lista jocurilor video Donkey Kong
- Listă de jocuri video Dungeons & Dragons
- Lista jocurilor video EarthBound
- Lista jocurilor video Excitebike
- Lista jocurilor video F-Zero
- Lista jocurilor video Fire Emblem
- Lista jocurilor video Ice Climber
- Lista jocurilor video Kid Icarus
- Lista jocurilor video Kirby
- Lista jocurilor video Mario
- Lista jocurilor video Metroid
- Lista jocurilor video Nintendogs
- Lista jocurilor video Pikmin
- Lista jocurilor video Pokémon
- Lista jocurilor video Star Fox
- Listă de jocuri video Star Trek
- Listă de jocuri video Star Wars
- Lista jocurilor video Super Smash Bros.
- Lista jocurilor video The Legend of Zelda
- Lista jocurilor video Wario
- Lista jocurilor video Wave Race
- Lista jocurilor video Yoshi